# Anopsicus joyoa
Anopsicus joyoa là một loài nhện trong họ Pholcidae. Loài này được phát hiện ở Honduras.